# 赤色／羅曼史
《赤色／羅曼史》（日语：アカイロ／ロマンス），日本輕小說作家藤原祐的第3部系列作品，在電擊文庫發表，插畫及原案協力為椋本夏夜，台灣中文版由東立出版社代理。 

## 概要
非人者的一族。在很久以前因與人類的鬥爭戰敗而隱居深山中，不過這族只能誕下女孩，而因為為存續問題而分為兩派。而今後，她們依然會隱居於世，暗暗地生存下去。

## 人物介紹

### 主要人物
霧澤 景介
主人公。私立白州高校的學生。1年A組。綽號「黑心眼鏡仔」
枯葉
女主角。「鈴鹿一族」本家的次女。「鈴鹿一族」穩健派的首領。

### 私立白州高等學校—1年A組
灰原 吉乃
第二女主角。1年A組，景介於國中時就認識的同班同學。
因好友失蹤而封閉自身，不再與其他人來往。
於第一卷第一章尾段因意外死去，其後身為為枯葉所用。對景介有好感。
木陰野 棗
1年A組，景介的同班同學，茶道社社員。
「鈴鹿一族」分家「木陰」的女兒。
日崎 步摘
1年A組，景介的同班同學，排球社社員。
「鈴鹿一族」分家「海良」的女兒。枯葉的兒時玩伴。
秋津 依紗子
1年A組，景介的同班同學。
神樂的親女兒，枯葉的表親。成績優秀的美人兒，無論「何時何地」也能保持著笑容。
荒木 聰太
1年A組，景介的同班同學。
宮川 英
1年A組，景介的同班同學。

### 鈴鹿一族
以下角色立場以初登場時的立場。

#### 穩健派
棺奈
隨待枯葉的女子，腐女。生前是枯葉的姐姐—木春的好友，以自身的意願在死後成為腐女。
型羽
「鈴鹿一族」分家「軋」第四十二代當家，本家的守護役。11歲。
篠田 夭
3年C班。

#### 繁榮派
神樂
「鈴鹿一族」首領的姐姐，枯葉的阿姨，在傳聞中已死去，但實際上未死。
依紗子的母親。繁榮派首領。
黒濱 巳代
3年B班。分家「慈流熙」的女兒
小折谷 通夜子
2年D班。分家「小折谷」的女兒
浅野 檻江
2年B班。分家「江祚南」的女兒，孤兒。
此花 供子
「鈴鹿一族」分家「此花」第三十代當家，鈴鹿暗役。
血沙・血香
「鈴鹿一族」分家「此花」的女兒，供子的妹妹。

#### 其他
木春
枯葉的姐姐，原為下任首領繼承人。在火燒山事件中死亡。

### 其他
尾上 梨梨子
灰原 吉乃之友，於兩年前失蹤。
霧澤 雅
景介之姐，在景介年幼時(約十年前)失蹤。
篠田 玲二郎
夭的丈夫，在位於效區的篠田醫院擔任醫生。

## 用語
鈴鹿（すずか）
古時被稱作妖魅、妖孽、鬼、土蜘蛛。村落位於鳶食山中，連同離開村子的也不到一百人。
喪服（喪着，もぎ）
鈴鹿一族的成人儀式。把頭接在人類的身體上，以此與人類血液融合，才可產子。這樣會繼承了身體所有者原先部份的感情和記憶。
藏物（ぞうぶつ）
一族中流傳的秘具。
- 通連　持有者：枯葉
  - 本家首領的證明。

- 白銀魎牙　持有者：步摘，後由棺葉保管
  - 能引起狂風的鐵扇。

- 賀美良之枝　持有者：景介
- 黑暗墓穴　持有者：棺奈
  - 棺奈所持有的藏物。

- 白鵺　持有者：依紗子
- 阿形之琴 　持有者：棗
  - 弓形狀的琴。利用音波進行無差別攻擊，聽不到音波的話攻擊無效。

- 物主之杖　持有者：已代
  - 外表是木條狀，能伸縮自如的鞭子

- 狂戀火車　持有者：通夜子
- 伽羅婆的魔眼　持有者：已代
  - 鮮藍色的寶石。

- 翠羽　持有者：夭
  - 能抑制病情惡化

- 捕子車　持有者：供子
- 陰咬　持有者：血沙，血香
- 輪迴人狼　持有者：夭

迷途之家(迷い家)
枯葉的別墅，位于學校後山。
腐女(くさりめ)
指體內有藏物的活死人。

## 出版書籍

### 日文
- アカイロ／ロマンス　少女の鞘、少女の刃 （2008年8月10日、ISBN 9784048671842）
- アカイロ／ロマンス２　少女の恋、少女の病 （2008年12月10日、ISBN 9784048674249）
- アカイロ／ロマンス３　薄闇さやかに、箱庭の （2009年3月10日、ISBN 9784048676014）
- アカイロ／ロマンス４　白日ひそかに、忘却の　（2009年7月10日、ISBN 9784048679022）
- アカイロ／ロマンス５　枯れて舞え、小夜の椿　（2009年8月10日、ISBN 9784048679411）
- アカイロ／ロマンス６（完）　舞いて散れ、宵の枯葉　（2009年12月10日、ISBN 9784048682008）

### 中文
- 赤色／羅曼史　少女之鞘、少女之刃 （2010年4月29日、ISBN 978-986-10-5336-3）
- 赤色／羅曼史2 少女之戀、少女之病 （2010年8月5日、ISBN 978-986-10-6098-9）
- 赤色／羅曼史3 幽暗箱庭見分明 （2010年11月18日、ISBN 978-986-10-6534-2）
- 赤色／羅曼史4 忘卻白日悄現影 （2011年3月18日、ISBN 978-986-10-7290-6）
- 赤色／羅曼史5 枯萎飄零、小夜之椿 （2011年7月8日、ISBN 978-986-10-8052-9）
- 赤色／羅曼史6 紛飛散落、宵之枯葉 （2012年6月21日、ISBN 978-986-31-7108-9）

## 外部連結
- アカイロ／ロマンス特設頁（日語）